# Suzuko Mimori
Suzuko Mimori (三森すずこ, Mimori Suzuko), née le 28 juin 1986 à Tokyo (Japon), est une actrice et chanteuse japonaise,.

## Filmographie sélective

### Cinéma
- 2017 : Fairy Tail, le film : Dragon Cry (劇場版, FAIRY TAIL -DRAGON CRY-?) de Tatsuma Minamikawa
- 2020 : Digimon Adventure: Last Evolution Kizuna (デジモンアドベンチャー LAST EVOLUTION 絆, Dejimon Adobenchā LAST EVOLUTION Kizuna?) de Tomohisa Taguchi
- 2021 : Healin' Good Pretty Cure (ヒーリングっど♥プリキュア, Hīringuddo Purikyua?) de Yoko Ikeda
- 2021 : Opéra des filles : Revue Starlight (少女☆歌劇 レヴュー・スタァライト, Shōjo☆Kageki Revū Sutāraito?) de Tomohiro Furukawa

### Doublage
- 2013-2019 : Pinkie Pie dans My Little Pony : Les amis, c'est magique (Andrea Libman)
- 2016 : Stella dans Angry Birds, le film (Kate McKinnon)
- 2017 : Meena dans Chennai Express (Deepika Padukone)
- 2018 : Fernande Olivier dans Genius (Aisling Franciosi)
- 2019 : Michaela Stone dans Manifest (Melissa Roxburgh)
- 2021 : Xiao Bai dans White Snake
- 2022 : Owen Yu dans Clifford (Izaac Wang)
- 2022 : Paul Whitlock dans Eraser: Reborn (McKinley Belcher III)